# Especie amenazada

Las categorías amenazadas (Lista Roja de la UICN).

Una especie amenazada es cualquier especie susceptible de extinguirse en un futuro próximo. La susceptibilidad de las especies a la extinción se relaciona con ciertas características del ciclo vital que afectan su vulnerabilidad frente a la actividad humana como  a los desastres naturales.
La Unión Internacional para la Conservación de la Naturaleza (UICN), autoridad máxima en especies amenazadas, clasifica a estas especies en tres diferentes categorías en su Lista roja de especies amenazadas: Especies vulnerables (VU), En peligro de extinción (EN) y En peligro crítico de extinción (CR), dependiendo del riesgo de extinción al que se encuentren sometidas.
Las especies estudiadas son caracterizadas por mediciones de dinámica de poblaciones de depensación crítica, una medición matemática de biomasa en relación con la tasa de crecimiento poblacional. Esta tasa cuantitativa métrica es un método de evaluar el grado de amenazas. 
Fuera del rango de “especie amenazada” se encuentran dos categorías, que se podrían definir como “menos que amenazadas”:Especies casi amenazadas (NT) y  Especies dependientes de conservación (CD), siendo esta última categoría solo usada en el sistema 2.3 de clasificación del UICN, anterior al 3.1, que es el que se encuentra actualmente en uso. Otras categorías usadas en estos sistemas son: Especies no evaluadas (NE), Datos insuficientes (DD) para aquellas especies difíciles de evaluar (dispersas o difíciles de localizar, que han podido ser clasificadas como en peligro en estudios anteriores), y por supuesto, aquellas que se encuentran, en principio, fuera de peligro: Especies bajo preocupación menor (LC).
Aunque amenazada y vulnerable pueden ser usados indistintamente cuando se discuten categorías UICN, el término amenazado es generalmente usado en referencia las tres categorías: en riesgo crítico, en riesgo, y vulnerable. Vulnerable y amenazada son categorías cuyo significado puede ser intercambiado en muchos contextos, según se considere el significado propio de la palabra (todas las especies de estas categorías se pueden considerar “vulnerables” así como “amenazadas”) o la categoría de la UICN bajo la que se clasifican. Asimismo, sub-especies, poblaciones y stocks pueden también ser clasificadas como amenazadas.

## Ejemplos

### Argentina
En Argentina una amplia variedad de especies nativas está amenazada según diferentes categorías. Las causas principales son la pérdida y degradación del hábitat, la caza ilegal, el tráfico de fauna silvestre de especies vivas o de productos y subproductos derivados, la contaminación, el cambio climático y la introducción de especies exóticas invasoras que afectan y desplazan a las nativas al contar con ventajas competitivas.  Como Ser: el oso hormiguero, Aguará Guazú, Cauquen de cabeza gris,Ciervo de los pantanos,Huemul del sur, Tatú carreta, Yaguareté. 